# Municipio de Walnut (condado de Phillips)
El municipio de Walnut (en inglés: Walnut Township) es un municipio ubicado en el condado de Phillips en el estado estadounidense de Kansas. En el año 2010 tenía una población de 17 habitantes y una densidad poblacional de 0,18 personas por km².

## Geografía
El municipio de Walnut se encuentra ubicado en las coordenadas 39°57′33″N 99°20′47″O / 39.95917, -99.34639. Según la Oficina del Censo de los Estados Unidos, el municipio tiene una superficie total de 92.61 km², de la cual 92,52 km² corresponden a tierra firme y (0,09 %) 0,09 km² es agua.

## Demografía
Según el censo de 2010, había 17 personas residiendo en el municipio de Walnut. La densidad de población era de 0,18 hab./km². De los 17 habitantes, el municipio de Walnut estaba compuesto por el 100 % blancos. Del total de la población el 0 % eran hispanos o latinos de cualquier raza.